# Orosco Anonam
Anonam Orosco (1979. június 15. –) nigériai származású máltai válogatott labdarúgó.

## Mérkőzései a máltai válogatottban
| #  | Dátum               | Ellenfél       | Eredmény | Kiírás              | Esemény |
| -- | ------------------- | -------------- | -------- | ------------------- | ------- |
| 1. | 2005. augusztus 17. | Észak-Írország | 1 – 1    | barátságos mérkőzés |         |
| 2. | 2005. szeptember 3. | Magyarország   | 0 – 4    | Vb-selejtező        |         |
| 3. | 2005. szeptember 7. | Horvátország   | 1 – 1    | Vb-selejtező        |         |
| 4. | 2006. február 25.   | Moldova        | 0 – 2    | barátságos mérkőzés | 74'     |